# اچ‌ام‌سی‌اس اندور (ای‌جی‌اوآر-۱۷۱)
اچ‌ام‌سی‌اس اندور (ای‌جی‌اوآر-۱۷۱) (به انگلیسی: HMCS Endeavour (AGOR-171)) یک کشتی است که طول آن ۲۳۶ فوت (۷۲ متر) می‌باشد. این کشتی در سال ۱۹۶۵ ساخته شد.